# Грин, Николас
Николас Грин (англ. Nicholas Green; 9 сентября 1987 — 1 октября 1994) — американский мальчик, который был застрелен при попытке ограбления во время отпуска с семьёй в Южной Италии. Грабители приняли их за ювелиров, ошибочно решив, что у них дорогой семейный автомобиль. После смерти Николаса родители решили пожертвовать его органы для трансплантации. Пяти пациентам были пересажены его основные органы, и двоим — роговица.

## Смерть
Николас Грин, его сестра Элеонора Грин, и их родители Маргарет и Реджинальд Грин проводили отпуск в Калабрии на юге Италии. В ночь на 29 сентября 1994 года они ехали по автостраде A3 между Салерно и Реджо-ди-Калабрия. Они остановили машину по требованию двух грабителей, которые ошибочно приняли их за семью ювелиров. Хотя Грины сумели вырваться на машине от бандитов, но Николас получил ранение в голову. Семья приехала в ближайший город, но местная больница не имела условий для лечения ранения Николаса. Полиция вывезла семью в Вилла-Сан-Джованни, где они паромом
были перевезены через Мессинский пролив в порт Мессина. Там ребёнка поместили в нейрохирургическое отделение, однако ничего сделать не удалось, и Николас был объявлен мёртвым на следующий день.

## Последствия
После нападения итальянская полиция арестовала двух мужчин 2 ноября 1994 года, Франческо Месиано и Мишель Ианнело. Их судили в Катандзаро судом в составе трех судей, но 17 января 1997 года они были признаны невиновными. Реджинальд Грин не смог опознать их, так как оба бандита были в масках, а само нападение произошло тёмной ночью.
Благодаря «эффекту Николаса» (англ. The Nicholas Effect), (итал. l'Effetto Nicholas) показатели донорства в Италии резко возросли, а они были одними из самых низких в Европе. Имя Николас по-прежнему ассоциируется с донорством органов, он считается наиболее известным донором в мире. Несколько школ, улиц, садов и площадей в городах Италии были названы или переименованы в честь Николаса Грина.